# Estación de Amara-Donostia
La estación de Amara, denominada Amara-Donostia en Euskotren Trena, y conocida popularmente como estación de Easo, es una estación ferroviaria situada en el barrio homónimo de San Sebastián, en la plaza de Easo. Pertenece a la empresa pública Euskal Trenbide Sarea, dependiente del Gobierno Vasco. Da servicio a las líneas E1 (Donostia - Bilbao), E2 y E5 (que junto con las primeras estaciones de la línea E1 desde Amara conforman el TOPO), siendo su principal estación en San Sebastián.
El edificio, además de la estación superficial en fondo de saco, alberga un aparcamiento cubierto para bicicletas de 144 plazas y dependencias de la Ertzaintza. La Autoridad Territorial del Transporte de Guipúzcoa, entidad gestora del sistema MUGI, también tiene su sede principal en la estación.
Desde septiembre de 2013, en la estación se ofrece un servicio de wifi gratuito, financiado por Euskal Trenbide Sarea.

## Accesos
- Plaza Easo, 9
- C/ Easo, 74

## Futuro
A partir de 2018 comenzaron las obras de la pasante del tren por el centro de la ciudad. Este proyecto incluye el soterramiento de la estación, trasladándola unos metros al sur. A partir de 2025, los trenes usarán la nueva infraestructura y harán parada también en las nuevas estaciones de Centro-La Concha y Benta Berri. Toda la información actualizada sobre el proyecto en topo.eus.

## Galería de imágenes

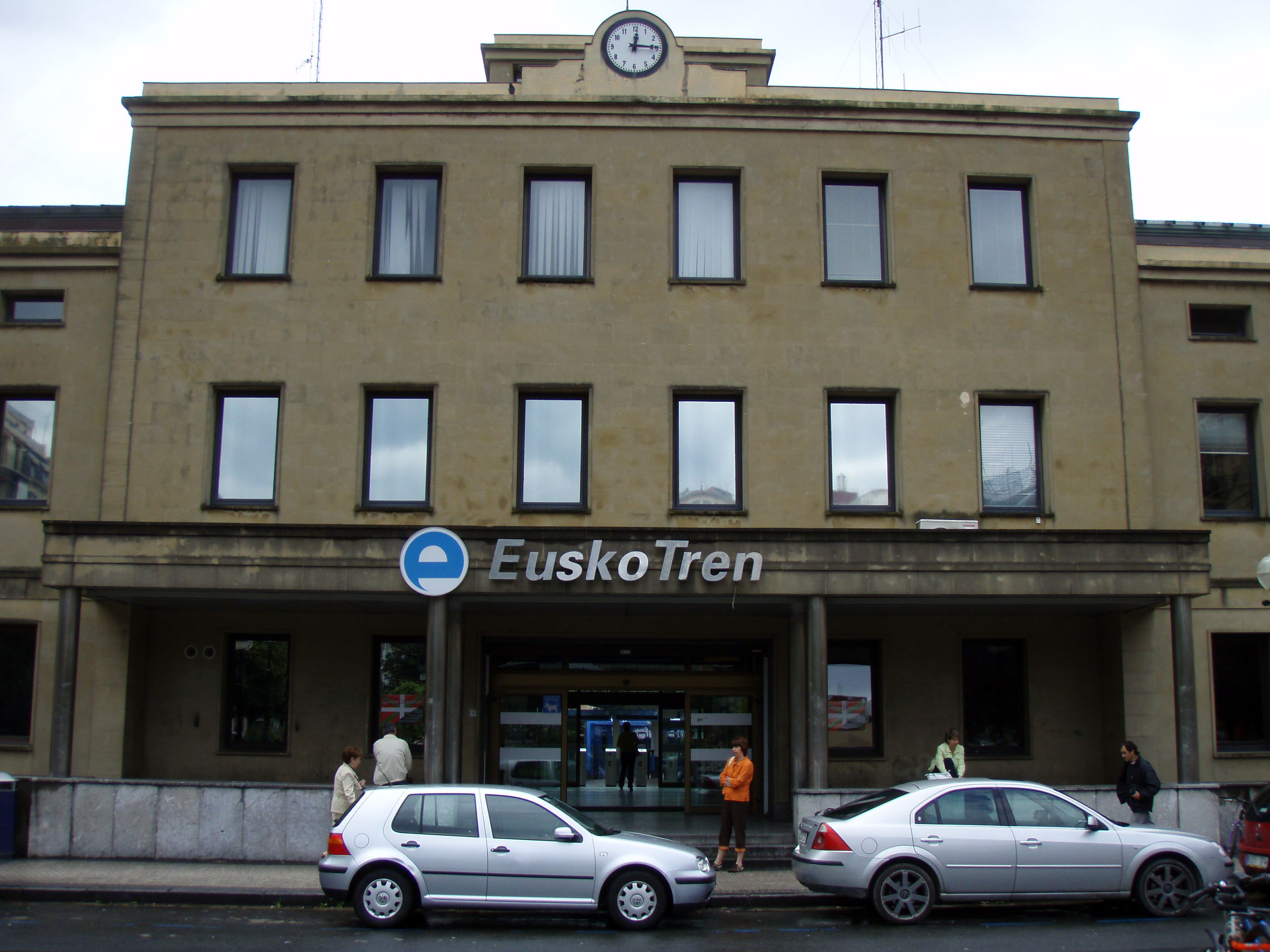
Fachada
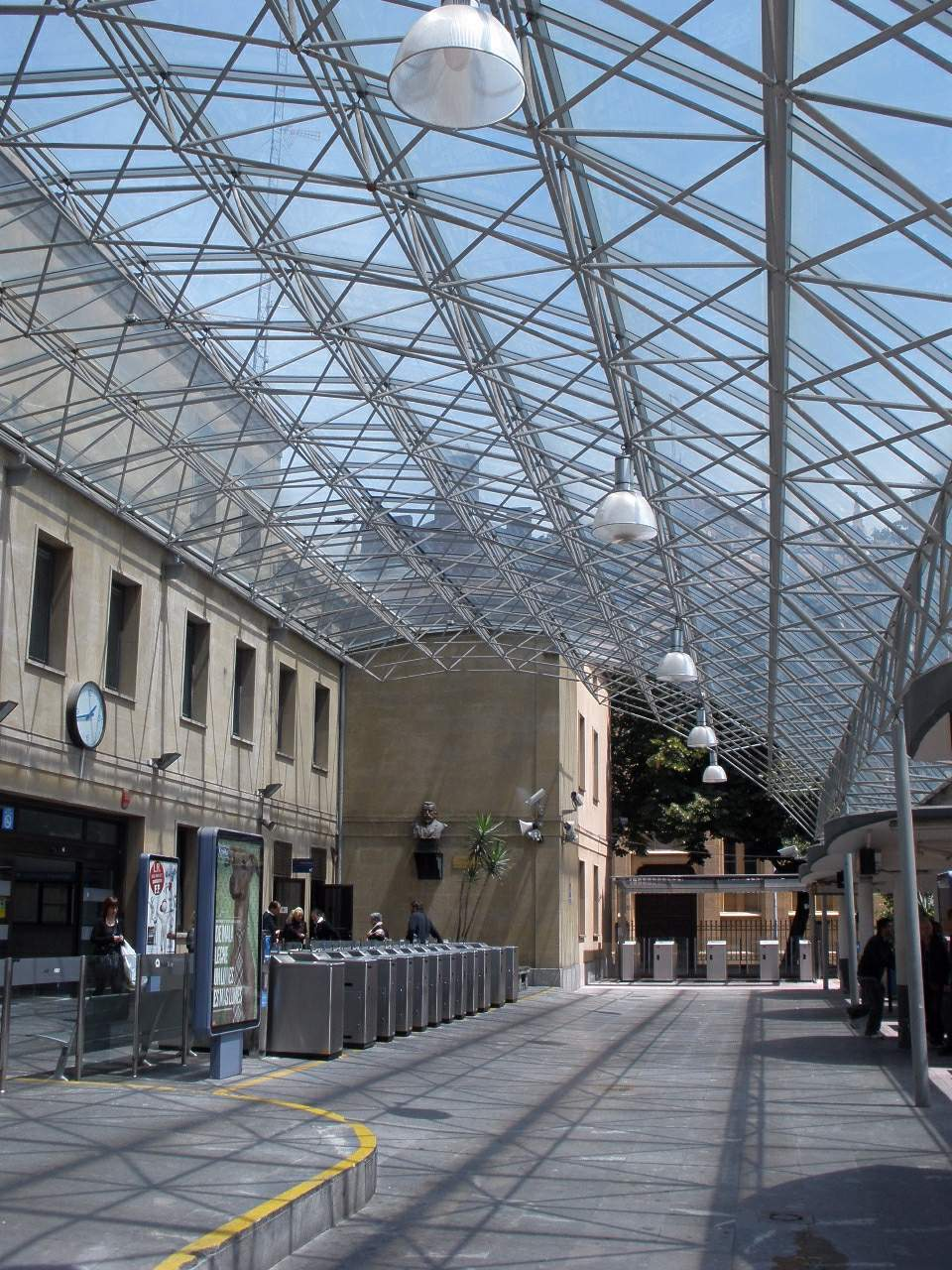
Interior
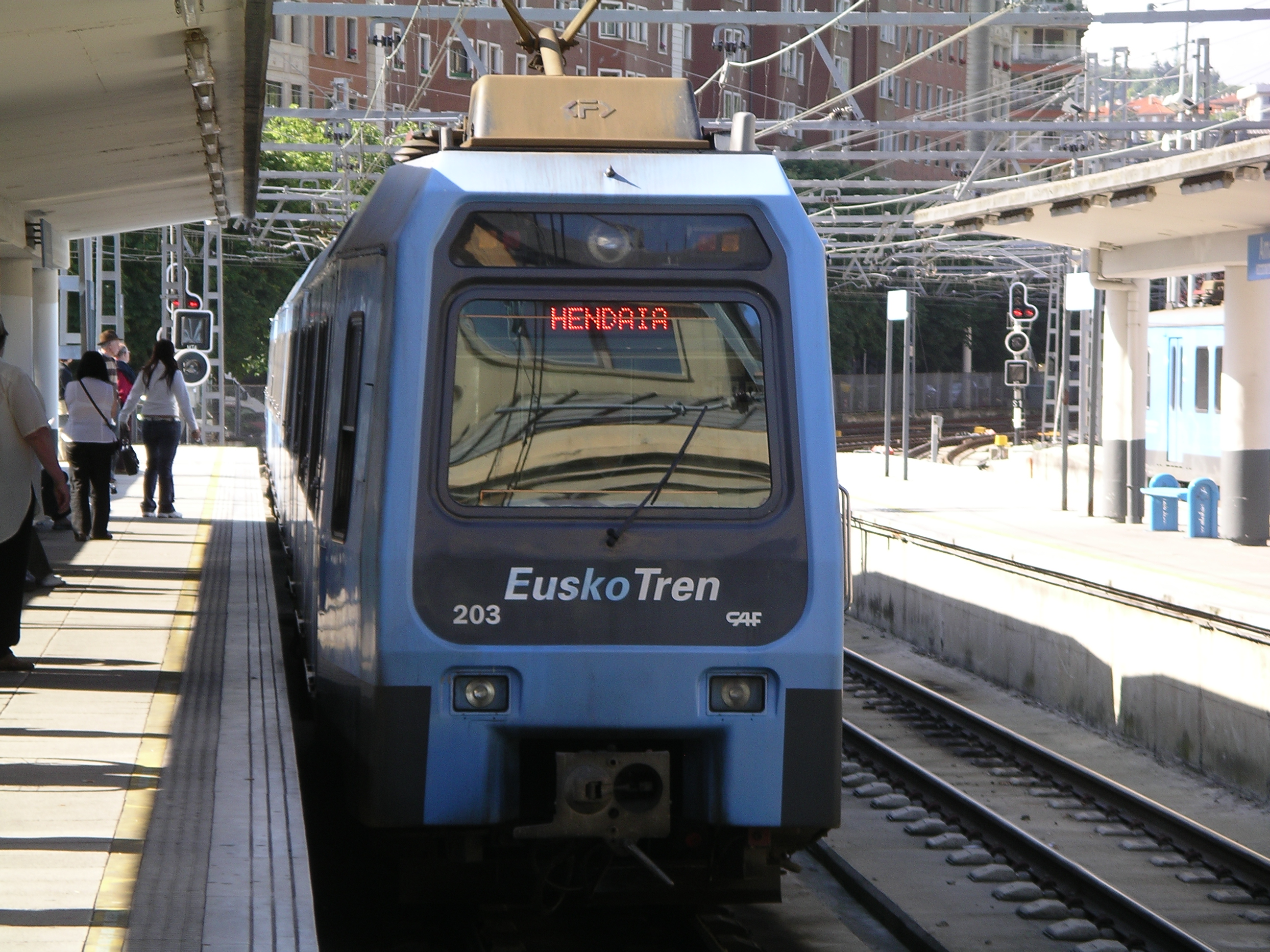
Tren en dirección Hendaia. Este modelo de tren ya no opera hacia Hendaia, sino la serie UT-900
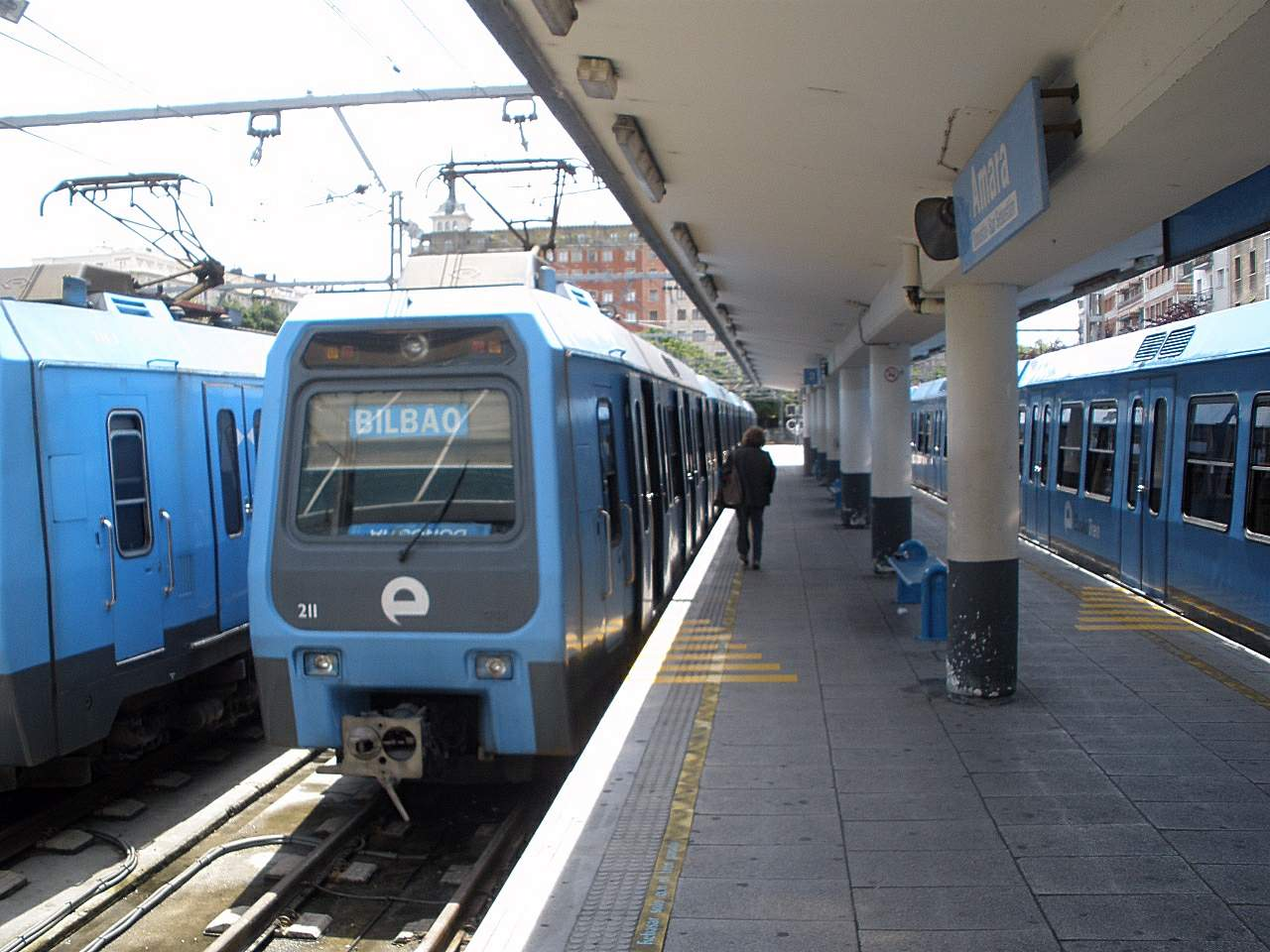
Tren en dirección Bilbao